# Gerrit Hendrik Kersten

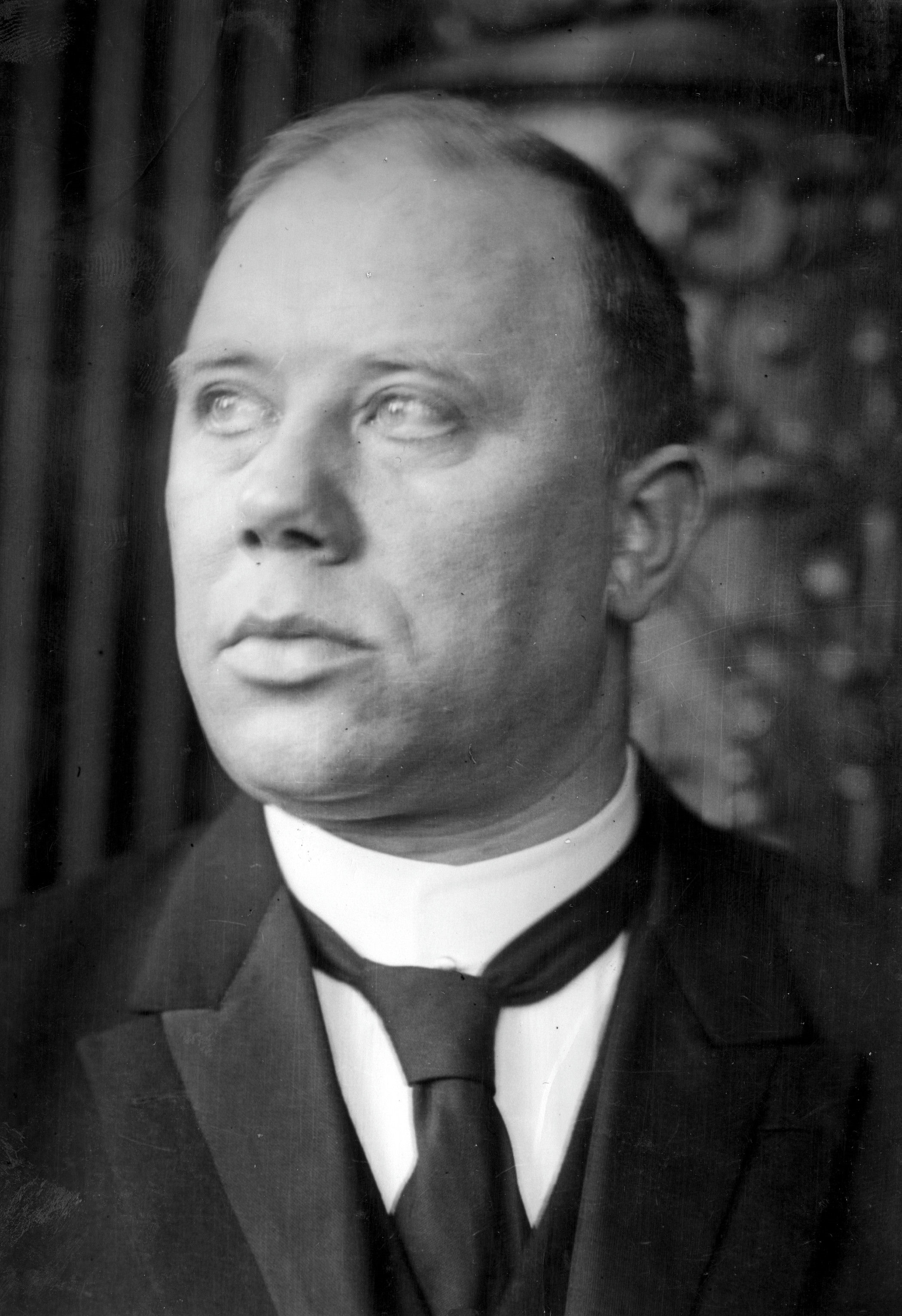
G.H. Kersten

Gerrit Hendrik Kersten, född 6 augusti 1882, död 6 september 1948, var en holländsk politiker och kyrkoledare.
1907 bildade Kersten Nederländernas reformerta församlingar.
1918 grundade han det Reformerta samhällspartiet. Kersten valdes 1922 in som detta partis förste ledamot av parlamentets andra kammare. Han kvarstod som parlamentariker till 1945.
Kersten var en stark kritiker av den romersk-katolska kyrkan.
På kvällen den 10 november 1925 lade Kersten ett tilläggsyrkande rörande kommande års budget för utrikesdepartementet. Kerstens yrkande, som gick ut på att avskaffa det finansiella stödet till den holländska representationen i Vatikanen, antogs av en parlamentarisk majoritet dagen därpå, med stöd av regeringspartiet Kristliga historiska unionen. Detta ledde till regeringskris, fyra katolska ministrar och Kerstens politiske motståndare, premiärminister Hendrik Colijn, tvingades avgå.
Regeringens fall blev känt som Kerstens natt.